# Ilse Labadie
Ilse Labadie (Paramaribo, 5 januari 1933 – aldaar, 10 juni 1999) was een Surinaams bankier en mensenrechtenactiviste. Ze was directrice van Suritrust, een dochterbank van DSB en voorzitter van de lokale afdeling van Soroptimist International en van de Organisatie voor Gerechtigheid en Vrede die zich inzette voor erkenning van de slachtoffers van het militaire regime in Suriname.

## Biografie

### Jonge jaren
Ilse Labadie was van Hindoestaanse afkomst en het derde van vier kinderen. Haar vader was leraar en haar moeder naaister en kleuterjuffrouw. Beide moedigden hun kinderen aan om zich te ontwikkelen en een eigen plek in de samenleving te verwerven. Op jonge leeftijd had ze het hart op de tong. Ze was strijdbaar en nam het bijvoorbeeld een keer op voor haar oudere zus die gepest werd. Ze sportte veel, waaronder met basketbal, en werd op haar dertiende lid van de vereniging Ons Doel Is Te Helpen (ODITH); haar behulpzame karakter behield ze haar hele leven. Tijdens haar mulo-schooltijd controleerde ze voor de douane winkelprijzen. Ook werkte ze in deze tijd voor de Volkscredietbank.

### Nederland
Drie maanden na haar huwelijk, vertrokken ze in april 1957 naar Nederland, waar haar man Hein van Eer civiele landbouwkunde studeerde. Zij verdiende in deze jaren het geld als eerste gekleurde directiesecretaresse bij Bechtel Pipeline en Noury van de Lande. Ernaast leerde ze voor pedicure. Haar man studeerde af in 1963.

### Directrice en bestuurster
In 1968 ging ze in dienst bij De Surinaamsche Bank (DSB), eerst als directiesecretaresse en daarna als afdelingschef, totdat ze in 1983 opgeklommen was tot directrice van de dochtermaatschappij Suritrust. Ze was verantwoordelijk voor kredieten en hypotheken van particulieren. Ook in deze functie zette ze het sociale belang voorop. Ze ijverde voor gelijke pensioenen en accepteerde uiteindelijk haar eigen pensioen niet omdat dit recht er voor vrouwen niet gekomen was.
Ze nam plaats in diverse besturen. Ze was sinds januari 1986 de eerste vrouwelijke voorzitter van de Evangelisch Lutherse Kerk in Suriname. Dit kerkgenootschap telde toen vierduizend leden verdeeld over vijf gemeenten. Ook was ze voorzitter van de lokale afdeling van Soroptimist International en bezocht ze wereldwijd conferenties. Tijdens haar voorzitterschap richtte Soroptimist een school voor verstandelijk beperkte meisjes op, die postuum sinds 21 maart 2000 het Trainingscentrum Ilse Labadie heet. Daarnaast was ze lid van Rotary Paramaribo en de besturen van het Diakonessenhuis, de Nierstichting en Monumentenzorg. Ook startte ze hulpacties op voor onder meer scholieren, bejaarden en gevangenen.

### Mensenrechten
Aan het eind van het militaire regime in Suriname werd ze in 1987 actief als vicevoorzitter van de Organisatie voor Gerechtigheid en Vrede (OGV) die was opgericht door dominee Rudy Polanen. Deze organisatie stelde mensenrechtenschendingen in Suriname aan de kaak, zoals de Decembermoorden (1982) en het bloedbad van Moiwana (1986). Polanen vertrok in 1989 naar Nederland vanwege de bedreigingen aan zijn adres. Labadie nam het voorzitterschap van hem over en bleef haar mening onomwonden geven, ondanks dat ook zij bedreigd werd. De bedreigingen waren soms zo erg, dat zij en haar man moesten onderduiken.
Met de nabestaanden herdacht ze jaarlijks heimelijk de Decembermoorden. Vanaf 1992, toen in Suriname de democratie teruggekeerd was, werden de herdenkingen in het openbaar gehouden, met de nabestaanden uit Nederland voor het eerst ook erbij. Voorafgaand schaarde Bouterse haar bij "Nederlanders en CIA-trawanten" en beweerde onvoldoende bescherming te hebben tegen verbale aanvallen. Labadie noemde hij hierbij bij naam. Ook kwamen de dreigingen rechtstreeks uit Bouterses politieke partij NDP. Hij riep De Nationale Assemblée op om terug te komen op de toestemming om nabestaanden uit Nederland van de Decembermoorden toe te laten tot de herdenking. Vanuit de assemblee kreeg ze echter steun: op de NDP-leden na werd opgeroepen de Decembermoorden te onderzoeken en de plegers te vervolgen. Aan haar zijde streed Stanley Rensch, die zich vooral toelegde op de bloedbad van Moiwana. President Ronald Venetiaan zorgde voor bescherming tijdens de protestmars door scherpschutters op het dak te stationeren.
In 1993 was Labadie een van de sprekers bij de onthulling van het monument ter nagedachtenis aan slachtoffers van schending van mensenrechten vanaf 25 februari 1980 aan de Dr. Sophie Redmondstraat. Ze organiseerde in 1999 in Suriname een conferentie met het Inter-Amerikaanse Instituut voor Mensenrechten. Hier werd de aanbeveling gedaan om te komen tot de installatie van een waarheidscommissie, zoals in Zuid-Afrika ook gebeurde. Hiervan is het echter niet gekomen. Wel stuitten nabestaanden in 2001 de verjaringstermijn, wat uiteindelijk de weg vrijmaakte voor de veroordelingen in 2019 en 2023 van Desi Bouterse en zes militairen tot gevangenisstraffen van 10, 15 en 20 jaar. Bouterse en drie andere verdachten zijn echter voortvluchtig.

## Ziekbed
Ze nodigde Bouterse meerdere keren uit voor een gesprek, maar die ging het debat uit de weg en schoffeerde haar publiekelijk. In 1999, anderhalve maand voor haar dood, zorgden Bouterse en Ivan Graanoogst voor opschudding door haar onaangekondigd te bezoeken in het Diakonessenhuis. Zonder toestemming van de familie en de ziekenhuisdirectie betraden zij haar kamer. Labadie was vanwege haar hersentumor op dat moment al niet meer in staat om te praten. Nadat ze een afwijzend gebaar maakte, moesten ze haar kamer weer verlaten. De OGV noemde Bouterses actie "ongewenst en onnodig intimiderend."
Ilse Labadie overleed op 10 juni 1999 in het Diakonessenhuis. Ze is 66 jaar oud geworden.